# 博泰夫峰

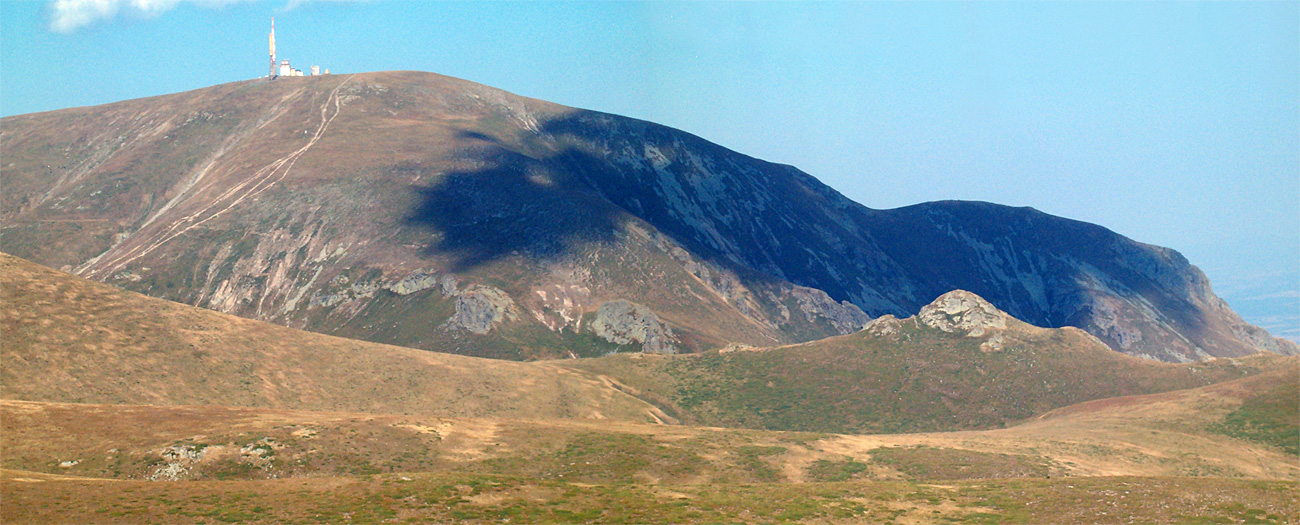
博泰夫峰

博泰夫峰（拉丁化Vrah Botev）是一座海拔2376米高的山峰，是巴尔干山脉的最高峰，坐落于保加利亚中巴尔干国家公园里面。
山峰在1950年更名，以保加利亚著名诗人和革命运动者赫里斯托·博泰夫命名。在这以前，山峰名为尤姆鲁查（「Юмрукчал」，在奥斯曼土耳其语中意为「拳头山）。目前，山顶建有气象台和广播塔。